# Les Billanges

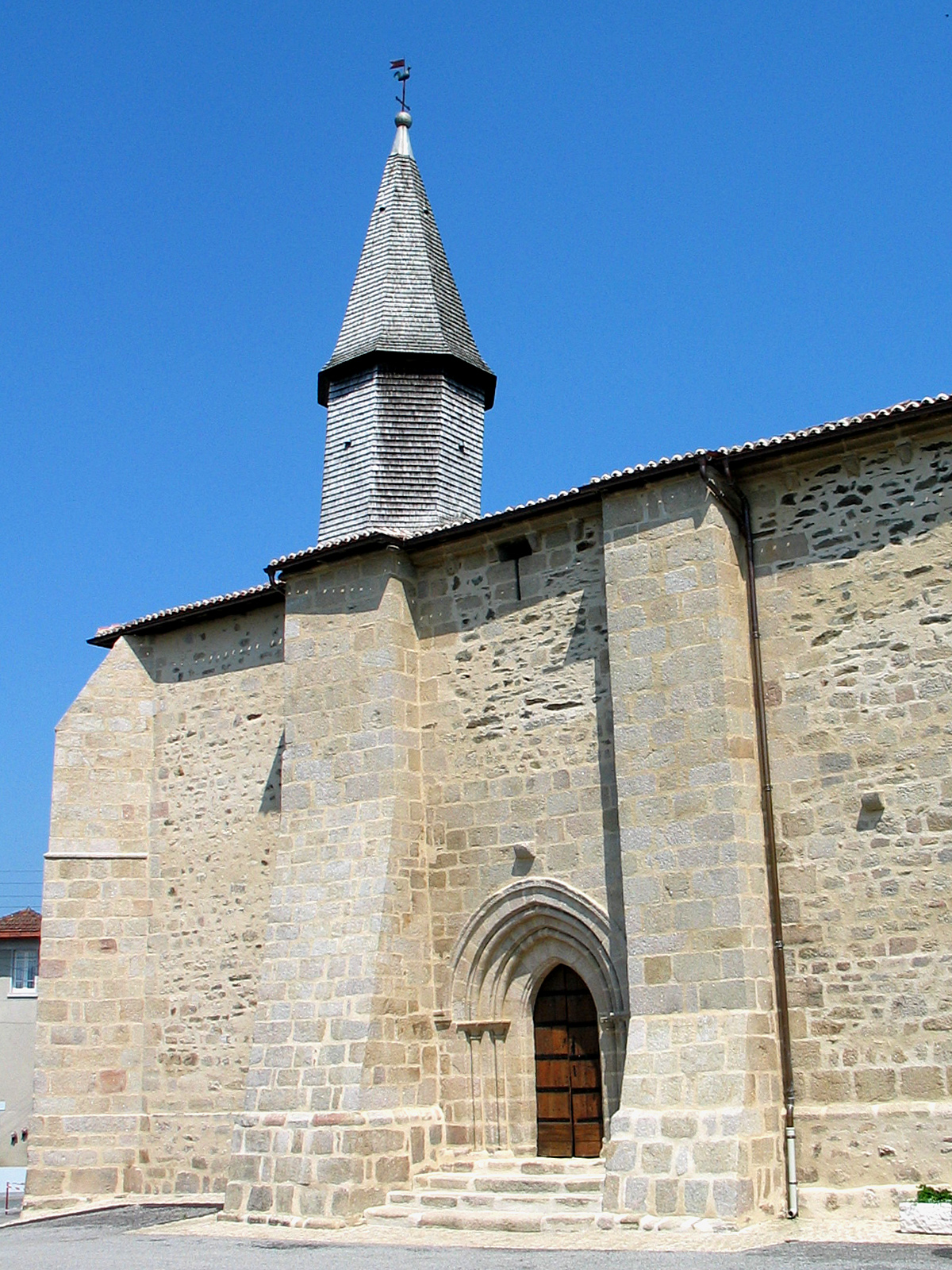
Zabytkowy Kościół św. Jana Chrzciciela (2005)

Les Billanges – miejscowość i gmina we Francji, w regionie Nowa Akwitania, w departamencie Haute-Vienne.
Według danych na rok 1990 gminę zamieszkiwało 285 osób, a gęstość zaludnienia wynosiła 13 osób/km² (wśród 747 gmin Limousin Les Billanges plasuje się na 364. miejscu pod względem liczby ludności, natomiast pod względem powierzchni na miejscu 301.).

## Populacja

Populacja Les Billanges w latach 1962–2008